# A szabad gondolkodó
A szabad gondolkodó (franciául: Le libertin, magyar DVD címː A vágy forradalma) Gabriel Aghion 2000-ben bemutatott francia filmvígjátéka, történelmi szatírája.
A Nagy Enciklopédia betiltása után a soron következő köteteket már titokban, Holbach báró kastélya pincéjének egy titkos részében szerkesztik és nyomtatják. Az egyház különféle ravasz trükkök bevetésével próbálja megakadályozni a kötetek megjelenését, elérni a főszerkesztő Diderot tettenérését és bebörtönzését.
A szatíra nem kíméli a Fény Századának nagyjait küzdjenek eszméikért bármelyik oldalon is. Eközben több híres francia színésznő rejtett bájai is megcsodálhatók a Nagy Enciklopédiához méltó részletességgel és alapossággal.

## Szereplők
- Denis Diderot – Vincent Pérez (Haás Vander Péter)
- Madame Therbouche – Fanny Ardant (Fehér Anna)
- Holbach báróné – Josiane Balasko (Molnár Piroska)
- A bíboros, a báró testvére – Michel Serrault (Rajhona Ádám)
- Jerfeuil márkiné – Arielle Dombasle
- Jerfeuil márki – Christian Charmetant
- Madame Diderot – Françoise Lépine (Vándor Éva)
- Holbach báró – François Lalande (Versényi László)
- Cambrol márki – Bruno Todeschini
- Lutz márki – Arnaud Lemaire
- Julie d’Holbach – Audrey Tautou (Szénási Kata)
- Angélique Diderot – Vahina Giocante (Zsigmond Tamara)
- Abraham – Yan Duffas (Széles Tamás)
- Chloé, Jerfeuil kuzinja – Véronique Vella
- Rendőrfőnök – Eric Savin
- Mohamed – Thierry Nzeutem
- Jerfeuil márki kisfia – Kevin Felix-Lassa
- Inas a Fisz nevű malaccal – Jean Pommier
- Madame Therbouche kocsisa – Eric Barthes
- Szolgálólányok a törökfürdőbenː
  - Louison – Gaëlle Vincent
  - Joséphine – Micheline Massin

További magyar hangokː Andresz Kati, Cs. Németh Lajos, Csuha Lajos, Holl Nándor, Kajtár Róbert, Koffler Gizi, Seder Gábor, Sz. Nagy Ildikó, Sztarenki Pál

## Cselekmény
|  | Alább a cselekmény részletei következnek! |

Miután az Enciklopédiát betiltották, Diderot Holbach báró kastélyában kialakított rejtekhelyen szerkeszti a további köteteket a király és az egyház nagy bosszúságára. Egy nap rajtuk is üt a rendőrség, de semmit sem találnak. A titkos nyomda ugyanis a pince egy elzárt, rejtett részén van, titkos bejárata pedig a kápolna gyóntatófülkéjéből nyílik.
Így Diderot nem is különösebben zavartatja magát a házkutatás alatt. A báróné rokonvendége, Jerfeuil márkiné korhűen és paraktikusan bő szoknyája alatt foglalja el magát. És a márkinét.
Különösen a báró öccse, Thiry bíboros feni rájuk a fogát, akit felbőszít a házkutatás kudarca, és vendégségbe érkezik testvére kastélyába hogy személyesen vegye a kezébe a dolgokat. A filozófus lánya, Angélique viszont épp szerelmes Jerfeuil márkiba, amiről Diderot hallani se akar. Munkáját elhanyagolva csak azon filozofál, hogyan is verhetné ki lánya fejéből a márkit. Portréfestője, Madame Therbouche hívja fel a figyelmét, hogy a márki szemlátomást némileg melegecske, így Diderot ravasz trükkel ráuszítja az épp szintén a kastélyban vendégeskedő környékbeli ifjú párt, Cambrol és Lutz márkit.
Így a munka is folytatódhatna, de a bíboros mindenáron a kápolnában akar imádkozni. De akkor le kellene állni a zajos nyomtatással. Különféle trükkökkel próbálják távol tartani. Például maratoni gyónási sorozattal a cselédség és a vendégek bevonásával. A bíboros már-már gyanakodna is a szokatlan méretű buzgalom láttán, de a Jerfeuil házaspár gyónása nemcsak hogy meggyőzi, hanem felháborodott távozásra is késztetik a főpapot. Ám Diderot-ék gyanakodnak, hogy a bíboros gyors távozását nem is annyira Jerfeuilék képszerűen és részletgazdagon előadott gyónása motiválta, mint inkább hogy kiszimatolta a nyomda titkát. Jól teszik. Jól hiszik. A bíboros ugyanis rövidesen a rendőrséggel tér vissza, és nyomban a nyomdába siet. Azt azonban már kiürítették, és csak a Biblia frissen nyomtatott, szépen illusztrált példányára bukkannak, amiben a pozitív szereplők arcvonásai mind a bíboroséra emlékeztetnek. A bíboros meghatva távozik: hát erre volt az a nagy titkolózás: a meglepetés ajándékot dugdosták előle. Bár szíve mélyén azért maradt benne egy kis gyanakvás is.
|  | Itt a vége a cselekmény részletezésének! |

## A forgatási helyszínek
- A felvételek nem Holbach báró kastélyában, a Château du Grand Val-ban, hanem Párizstól északra, a Val-d’Oise megyei Condécourtban található Château de Villette kastélyban és környékén készültek, amely már több sikeres film forgatási helyszíne volt akkor és azóta is.
- Château de Champs-sur-Marne
- Jeurre park (Parc de Jeurre)
- Chaalis apátság – Institut de France
- Eclair Studio (Epinay-sur-Seine)

## Érdekességek
- Madame Therbouche is létező személy volt, és valóban festett portrét Diderot-ról.
- A film elején a bárónő (Josiane Balasko) előadásában elhangzó dal Gabriel-Charles de Lattaignant abbé Le Mot et la Chose (~A szó és a „dolog”) című pikáns versének adaptációja.
- Eric-Emmanuel Schmitt, az eredeti azonos című színdarab szerzője nem járult hozzá, hogy a film a darab szabad átdolgozása, így Schmitt mint forgatókönyv és dialógusíró jelenik meg a címfeliratokban.
- A filmet 1999 július 19-én kezdték forgatni Párizsban.

## Filmzene
- Bruno Coulais: Le Libertin, Columbia, 2000, CD filmzenével és 15 kép a filmből